# Покітко Богдан Іванович
Богдан Іванович Покітко (16 січня 1990, м. Тернопіль — 16 лютого 2023, Донецька область) — український військовослужбовець, солдат 109 ОГШБ Збройних сил України, учасник російсько-української війни. Кавалер ордена «За мужність» III ступеня (2023, посмертно), почесний громадянин міста Тернополя (2023, посмертно).

## Життєпис
Богдан Покітко народився 16 січня 1990 року в місті Тернополі.
Навчався в Тернопільській загальноосвітній школі № 2. Закінчив факультет видавничої справи та редагування Галицького інституту імені В'ячеслава Чорновола (2010).
Мобілізований 18 січня 2023 року. Проходив службу в складі 109-го окремого гірсько-штурмового батальйону. Загинув 16 лютого 2023 року на Донеччині.
Похований 22 лютого 2023 року на Алеї Героїв Микулинецького цвинтаря м. Тернополя.
Залишилася матір.

## Нагороди
- орден «За мужність» III ступеня (9 серпня 2023, посмертно) — за особисту мужність, виявлену у захисті державного суверенітету та територіальної цілісності України, самовіддане виконання військового обов'язку[3];
- почесний громадянин міста Тернополя (3 березня 2023, посмертно) — за вагомий особистий вклад у становленні української державності та особисту мужність і героїзм у виявленні у захисті державного суверенітету та територіальної цілісності України[4].